# Natalie Wood : Le Prix de la gloire
Pour plus de détails, voir Fiche technique et Distribution.
Natalie Wood : Le Prix de la gloire (The Mystery of Natalie Wood) est un téléfilm américain réalisé par Peter Bogdanovich, diffusé en 2004.

## Synopsis
La vie de Natalie Wood, de son enfance à son décès. Le film comprend de courtes interviews de gens qui l'ont connu...

## Fiche technique
- Date de sortie : 1er mars 2004 aux États-Unis
- Titre original : The Mystery of Natalie Wood
- Titre français : Natalie Wood : Le Prix de la gloire
- Réalisateur :Peter Bogdanovich
- Scénaristes : 
  - Suzanne Finstad d'après son livre : Natasha: the Biography of Natalie Wood
  - Warren G. Harris d'après son livre Natalie & R.J.
- Société de production : Cypress Point Productions, Von Zerneck Sertner Films
- Producteur : Richard Fischoff, Randy Sutter
- Musique du film : Richard Marvin
- Directeur de la photographie : John Stokes
- Montage : Scott Vickrey
- Distribution des rôles : Donna Rosenstein
- Décorateur de plateau : Mark Bergman, Glen W. Johnson, Faith Robinson
- Création des costumes : Terry Ryan
- Direction artistique : Scott Bird
- Pays : États-Unis
- Langue : anglais
- Genre : Film biographique
- Durée : 172 minutes

## Distribution
- Justine Waddell (VF : Brigitte Berges)  : Natalie Wood
- Michael Weatherly (VF : Xavier Fagnon) : Robert Wagner
- Matthew Settle (VF : Damien Boisseau) : Warren Beatty
- Colin Friels : Nick Gurdin
- Elizabeth Rice : Natalie Wood adolescente
- Grace Fulton : Natalie Wood enfant
- Robert Taylor : Nicholas Ray
- Alice Krige : Maria Gurdin
- Malcolm Kennard : Christopher Walken
- Christopher Pate : Elia Kazan
- John Noble : Irving Pichel, le directeur
- Barry Langrishe : Jack Warner
- Steven Vidler : Richard Gregson
- Sophie Monk : Marilyn Monroe
- Nathalie Roy : Lana Wood
- Jason Smith : Jimmy Williams
- Nick Carpenter (VF : Vincent Ropion) : James Dean
- Lewis Fitz-Gerald : Dr. Thayer
- Rupert Reid : Henry Jaglom
- Paul Pantano (VF : Hervé Rey) : Sal Mineo
- Stephen Anderton : Dennis Davern
- Rachael Taylor :  Maryann Marinkovich
- Nikki Osborne : Jackie Estes
- Mark Lee : William Russell
- Leanne Mauro : Olga
- Andy Rodoreda : Roy Tremaine
- Jeremy Cumpston : John Payne
- Amanda Crompton : Marilyn Wayne
- Jarrod Dean : Dennis Hopper
- Sophie Mentis : Margaret O'Brien
- David Baldwin : William Goetz
- Patrick McGrath : Edmund Gwenn
- Brett Sheerin : Charlie
- Paul Barry :  Robert Vaughn
- Rachel Scobie : Joan Collins
- Natalie Bassingthwaighte : Marion Marshall
- Stephen Simpson : l'homme ivre
- Quinton Flynn : James Dean V.O. (voix)
- George Chakiris : lui-même
- Elliott Gould : lui-même
- Henry Jaglom : lui-même
- Paul Mazursky : lui-même
- Tony Mordente : lui-même
- Margaret O'Brien	: elle-même
- Robert Vaughn : lui-même
- Lana Wood (VF : Marie-Martine) : elle-même